# Ambulante Restkostenversicherung
Eine ambulante Restkostenversicherung ist eine private Krankenzusatzversicherung, die den Versicherungsschutz gesetzlich krankenversicherter Personen erweitert.

## Thematische Einordnung & Voraussetzungen
Die ambulante Restkostenversicherung gehört zu den privaten Krankenzusatzversicherungen und erweitert den Versicherungsschutz gesetzlich krankenversicherter Personen (GKV). Dabei ist der Abschluss der ambulanten Restkostenversicherung an Voraussetzungen gebunden:
- Abschließbar ist die Versicherung nur für gesetzlich pflichtversicherte oder gesetzlich freiwillig krankenversicherte Personen, wobei Bezieher freier Heilfürsorge dieser Personengruppe gleichgestellt werden und ebenfalls einen Versicherungsabschluss tätigen können.
- Der Gesundheitszustand der versicherten Person muss zum Zeitpunkt des Vertragsschlusses ausreichend gut sein.
- Die Umstellung bei einer Krankenkasse auf das Kostenerstattungsprinzip ist vorzunehmen. Jedoch empfiehlt es sich, die Umstellung erst nach positiver Antragsprüfung durch den Krankenzusatzversicherer zu beantragen, da sie eine Bindungsfrist von einem Kalendervierteljahr auslöst.

## Rechtliche Voraussetzungen: § 13 Sozialgesetzbuch V
Ein Großteil der Deutschen ist per Gesetz in der gesetzlichen Krankenversicherung Pflichtmitglied. Hierdurch wird der Weg in die private Krankenversicherung verwehrt und die Kosten privatärztlicher Leistungen sind eigentlich aus eigenen Mitteln zu tragen. Mit der Änderung im § 13 Sozialgesetzbuch V wurde allerdings eine Möglichkeit geschaffen, auch Mitgliedern der gesetzlichen Krankenversicherung einen Privatpatientenstatus mit Einschränkungen zu ermöglichen.

## Der Grundgedanke der ambulanten Restkostenversicherung

### Ist-Stand
Im Vergleich zum Privatpatienten unterliegt der Kassenpatient einer Reihe an Regularien und Einschränkungen, die ihm den Zugang zu medizinischen Möglichkeiten erschweren oder gar komplett verhindern. Hauptgrund hierfür ist der definierte Leistungskatalog der gesetzlichen Krankenkassen, der starke Kostensteigerungen eindämmen soll und daher deutliche Einschränkungen in den Leistungserbringungen vorsieht. Speziell das deutlich verringerte Arzthonorar, das im Rahmen des Einheitlichen Bewertungsmaßstabs (EBM) angesetzt wird, ist einer der entscheidenden Punkte.
Dazu zählen beispielsweise:
- Medikamentenwahl: nur teilweise Kostenerstattung für Wunscharzneimittel durch die GKV
- weiterführende Behandlungen bedürfen teilweise einer Überweisung
- keine oder nur teilweise Kostenübernahme für Heil- und Hilfsmittel
- Schutzimpfungen und Vorsorgeuntersuchungen sind nur bei manchen Krankenkassen als freiwillige Leistung enthalten
- Begrenzungen bei kostenintensiven Behandlungs- und Untersuchungsmethoden (MRT, CT)
- Abrechnung nach speziellen Kassen-Gebührenordnungen (EBM, BEMA) und nicht nach den amtlichen Gebührenordnungen (GOÄ, GOP, GOZ)

### Verbesserungspotential durch Kostenerstattung und Restkostenversicherung
Kassenpatienten, die eine ambulante Restkostenversicherung abschließen und das Kostenerstattungsprinzip bei ihrer gesetzlichen Krankenkasse wählen, sind fortan Selbstzahler beim ambulanten Arzt. Anders als bisher, wird die elektronische Gesundheitskarte beim ambulanten Arzt nicht mehr vorgezeigt bzw. eingelesen. Die Abrechnung der Leistungen erfolgt direkt zwischen Arzt und Patient, im Rahmen der Gebührenordnung Ärzte (GOÄ), ohne die Beschränkungen, die die Kassenabrechnung mit sich führen würde. Dabei kann der Arzt sein volles Honorar bis zu den Höchstsätzen der Gebührenordnung geltend machen sowie alle weiteren anerkannten und zur Verfügung stehenden Behandlungsmethoden anwenden bzw. einsetzen.
Dem Patienten selbst wird nunmehr eine vollständige, privatärztliche Behandlung zuteil. Er genießt alle Vorteile eines „echten Privatpatienten“ mit lediglich einer Ausnahme (siehe Einschränkungen bei der Leistungserbringung).

## Abrechnungsverfahren

### Weg der Rechnungen
Die Abrechnung der Privatrechnungen erfolgt durch die gesetzliche Krankenkasse und die ambulante Restkostenversicherung gemeinsam. Dabei laufen folgende Schritte ab:
1. Die Originalrechnungen werden der gesetzlichen Krankenkasse vorgelegt. Diese bestimmt den Erstattungsbetrag, gemessen an den regulären Leistungen der GKV und unter Abzug einer Bearbeitungsgebühr, und überweist dem Kassenmitglied die Erstattungsleistung.
2. Die gezahlte Erstattungsleistung wird auf der Originalrechnung vermerkt. Danach erfolgt eine Rückgabe der Rechnung an das Kassenmitglied.
3. Zuletzt muss die Rechnung im Original an die ambulante Restkostenversicherung übergeben werden, die unter Berücksichtigung der Vorleistung der gesetzlichen Krankenkasse ihren Erstattungssatz definiert und an den Kunden auszahlt.
4. Nach erfolgreicher Bearbeitung der Rechnungen bezahlt der Kunde direkt den Arzt.

### Erstattungshöhen der Restkostenversicherung
Die Höhe der durch die ambulante Restkostenversicherung vorgenommenen Erstattung ist abhängig vom gewählten Versicherungstarif. Je nach Anbieter können für den Kunden Selbstbeteiligungen entstehen. Es gibt aber auch Premiumtarife, die den Versicherten freistellen von Eigenbeteiligungen und sogar die Bearbeitsgebühren der gesetzlichen Krankenkasse erstatten. In diesem Fall werden die Arzt- und Medikamentenkosten zu 100 % übernommen.
Unabhängig von der allgemeinen Erstattungshöhe werden in der Regel für Heil- und Hilfsmittel gesonderte Leistungskataloge dem Versicherungsvertrag zugrunde gelegt. Hierdurch werden Kostenerstattungen für beispielsweise Hörgeräte oder Rollstühle detaillierter geregelt.

### Einschränkungen bei der Leistungserbringung
Da die ambulante Restkostenversicherung als Krankenzusatzversicherung konzipiert ist, ist die Vorleistung der gesetzlichen Krankenversicherung in der Preisgestaltung (Tarifbildung) berücksichtigt und fest kalkuliert.
Wählt der Patient mit ambulanter Restkostenversicherung einen ambulanten Arzt ohne Kassenzulassung, entfällt die Vorleistung der GKV per Gesetz komplett, was dazu führen würde, dass die ambulante Restkostenversicherung 100 % der entstandenen Leistungen erstatten müsste. Da dies mit der Tarifkalkulation nicht einher geht, sieht die Restkostenversicherung eine spezielle Klausel für diesen konkreten Fall vor, die allerdings je nach Versicherungsunternehmen variiert. Viele Tarife erstatten jedoch keine Behandlungsrechnungen durch Ärzte ohne Kassenzulassung. Es gibt allerdings durchaus ambulante Restkostenversicherungen, die auch ohne eine Vorleistung der GKV die Aufwendungen für Behandlungen durch Ärzte ohne Kassenzulassung erstatten. Die leistungsstärksten Tarife übernehmen 60–85 % der Behandlungsrechnung, im Einzelfall sogar die kompletten anfallenden Aufwendungen, sogar wenn der Arzt über dem 3,5fachen Höchstsatz der Gebührenordnung für Ärze abrechnet.

## Beitragskalkulation der ambulanten Restkostenversicherung
Die Beiträge zur ambulanten Restkostenversicherung werden entweder nach Art der Schadenversicherung oder nach Art der Lebensversicherung kalkuliert.

### Art der Schadenversicherung
Bei dieser Form wird der Beitrag nicht exakt am Eintrittsalter der versicherten Person bemessen. In der Regel werden Altersgruppen definiert (z. B. Eintrittsalter von 30 bis 45), für die ein bestimmter Beitragssatz festgelegt wird. Solange der Versicherungskunde sich innerhalb der Beitragsgruppe befindet, gilt für ihn der entsprechende Beitrag. Überschreitet die versicherte Person eine Altersgruppe, gilt für ihn automatisch der Beitrag der nächsthöheren Altersgruppe.

#### Vorteile
- Die Beiträge in den niedrigen Altersgruppen fallen sehr günstig aus.

#### Nachteile
- Diese Art der Kalkulation sieht feste Beitragssprünge vor.
- Es werden keine Alterungsrückstellungen gebildet.

### Art der Lebensversicherung
Die Kalkulationen nach Art der Lebensversicherung beziehen das exakte Eintrittsalter der versicherten Person mit ein und führen zu einem altersbedingten Beitrag. Dieser wird im Laufe der Jahre nicht automatisch angepasst, sondern verbleibt auf der kalkulierten Höhe. Gleichzeitig werden Alterungsrückstellungen angesammelt.

### Treuhänderverfahren
Unabhängig von der Art der Kalkulation können Beiträge auch aufgrund von gestiegenen Gesundheitskosten angepasst werden. Im Rahmen des so genannten Treuhänderverfahrens kann bzw. muss eine Versicherungsgesellschaft die Beiträge erhöhen, wenn die Ausgaben für Versicherungsleistungen die Beitragseinnahmen in gewissen Grenzen übersteigen.

## Fazit
Die ambulante Restkostenversicherung in Kombination mit dem Kostenerstattungsprinzip ist ein praktikabler Weg, die Vorteile eines Privatpatienten auch gesetzlich Versicherten zugänglich zu machen. Insbesondere der Wechsel hin zur Kostenerstattung, aber auch zurück zum Sachleistungsprinzip, ist sehr einfach und unproblematisch vorzunehmen.
Die Beschränkung der Erstattung bei ambulanten Ärzten ohne Kassenzulassung bei vor allem älteren Tarifen ist zu beachten.